# Volker Mai
Volker Mai, né le 3 mai 1966 à Templin, est un athlète allemand spécialiste du triple saut. 
Concourant sous les couleurs de la République démocratique allemande dans les années 1980, il se classe troisième des Championnats d'Europe en salle 1985 et remporte la médaille d'argent quatre ans plus tard lors de l'édition 1989.
Il a été le détenteur du record du monde junior de la discipline de 1985 à 2023 avec la marque de 17,50 m.

## Palmarès
| Date | Compétition                    | Lieu      | Résultat | Marque  |
| ---- | ------------------------------ | --------- | -------- | ------- |
| 1985 | Championnats d'Europe en salle | Le Pirée  | 3e       |         |
| 1986 | Championnats d'Europe          | Stuttgart | 7e       |         |
| 1989 | Championnats d'Europe en salle | La Haye   | 2e       |         |
| 1990 | Championnats d'Europe          | Split     | 5e       |         |
| 1991 | Championnats du monde en salle | Séville   | 5e       |         |
| 1994 | Championnats d'Europe          | Helsinki  | 14e      | 16,22 m |

### Records
| Épreuve     | Performance | Lieu   | Date         |
| ----------- | ----------- | ------ | ------------ |
| Triple saut | 17,50 m     | Erfurt | 23 juin 1985 |